# 南アジア史

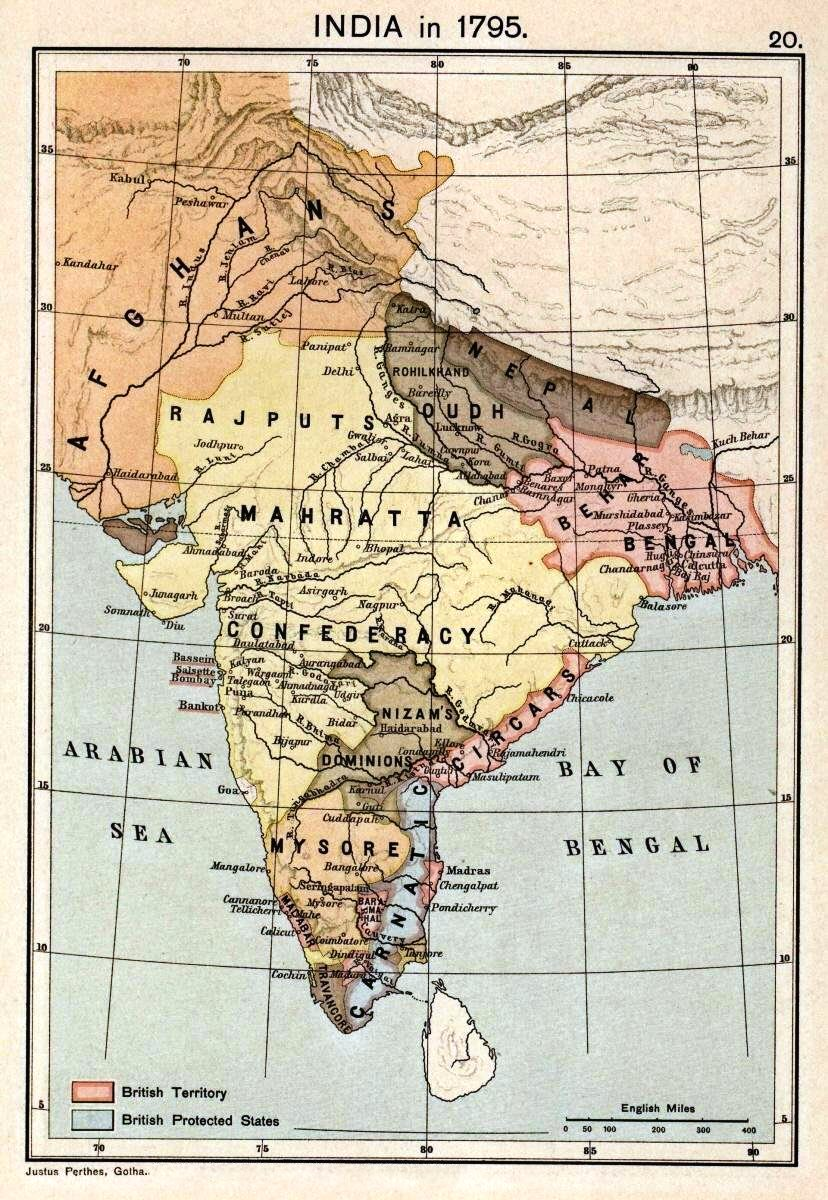
南アジアの古地図（1795年）

南アジア史（みなみアジアし）は、現在のインド、パキスタン、ネパール、バングラデシュ、スリランカなどを含む南アジアの歴史について述べる。

## 先史文化
インダス文明が成立する以前は、西のバローチスターン丘陵と東のインダス平原とに大きく二分される土地に、農耕生活を中心にいろいろな文化が興亡した。これらの文化に共通するのは、狩猟・採集活動する一方で、大麦・小麦の栽培や羊・山羊・こぶ牛などの家畜飼育に生活基盤をおいていた。
- 無土器新石器文化（紀元前7000年頃～） - 土器の使用が認められないI期
  - 野生種・栽培種から二条大麦と栽培種の六条大麦を主体に栽培種のアインコルン小麦やエンメルン小麦、パン小麦が出土している。これらの作物を刈り取るための細石刃 を埋め込んだ鎌や製粉するための石皿や磨石（石臼）が見つかっている。
- 新石器文化（紀元前5千年紀～） - 土器の製作と使用が開始されるII期
- 金石併用文化（紀元前4千年紀前半～） - 銅の冶金技術が確立するIII期
- ハークラー文化（新石器文化、紀元前3800年頃～） - インダス文明成立の直前のVII期
- ソーティ文化・コート・ディージー文化・アムリ文化（紀元前3200年頃～）が興る。

## 古代文明
- インダス文明（紀元前2600年～同1900年）
- リグ・ヴェーダ時代もしくは前期ヴェーダ時代（紀元前1500年頃～同1000年頃）
- 後期ヴェーダ時代（紀元前1000年頃～同600年頃）

## 古代王朝
（紀元前4世紀～7世紀）
- マウリヤ朝、クシャーナ朝、アーンドラ朝（サータヴァーハナ朝）、グプタ朝、ヴァルダナ朝

## ラージプートの諸王朝
（8世紀～13世紀）
- プラティーハーラ朝、パラマーラ朝、チャンデーラ朝、チャウハーン朝

## ベンガル、ビハール（インド北東部）の王朝
（7世紀～12世紀末）
- パーラ朝、セーナ朝

## デカン、南インドの諸王朝
（6世紀～17世紀中葉）
- ラーシュトラクータ朝
- 前期チャールキヤ朝（バーダーミのチャールキヤ朝）、後期チャールキヤ朝（カリヤーニのチャールキヤ朝、西チャールキヤ朝）、東チャールキヤ朝
- パッラヴァ朝、チョーラ朝
- ホイサラ朝、ヤーダヴァ朝、カーカティーヤ朝、パーンディヤ朝
- ヴィジャヤナガル王国

## スリランカの諸王朝
（紀元前4世紀～19世紀）
- アヌラーダプラ王国
- ジャフナ王国
- コーッテ王国
- キャンディ王国

## イスラーム王朝
（11世紀～18世紀）
- （ガズナ朝の侵入）
- ゴール朝
- デリー・スルターン朝（奴隷王朝、ハルジー朝、トゥグルク朝、サイイド朝、ローディー朝）
- バフマニー朝
- ムガル帝国

## イギリス植民地前夜の王朝など
（18世紀～）
- マラーター王国
- ニザーム王国（ハイダラーバード王国）
- マイソール王国
- シク王国
- インド帝国　（大英帝国の植民地）
- シッキム王国